# یوغ‌سرخسیان
یوغ‌سرخسیان (نام علمی: Zygopteridaceae) نام یک تیره از راسته زیگوپتریدالس است.